# 薬力学
薬力学 （やくりきがく、英語: pharmacodynamics）は、薬物の動物、微生物、もしくはその中の寄生生物に対する生化学的、生理学的影響、生体内での薬物の作用の機構、または薬物の濃度と作用の関係などを研究する学問である 
。
薬物動態学が「生体が薬物に対して何をなすかを調べる学問」と説明される一方で、薬力学はしばしば「薬物が生体に対して何をなすかを調べる学問」として説明される。薬力学は英語名から「PD」と省略されることがあり、薬物動態学の省略語「PK」と合わせて、薬物相互作用を論じる際に「PK/PD」と表記されることがある。
薬力学では薬物-受容体間の相互作用を定性的、定量的に考察する。薬物-受容体相互作用の概念は以下のモデルで示されることが多い。
{\displaystyle L+R\ \rightleftarrows \ L\!\cdot \!R}
ここでL = 配位子（薬物）、R = 受容体（結合する部位）である。

## 生体に対する効果
薬物の多くは(a)通常の生理学的/生化学的プロセスを模倣もしくは阻害する、病理学的過程を阻害する、または(b)内部寄生虫、外部寄生虫、または微生物の活動に必要なプロセスを阻害することにより薬理作用を発揮する。薬物の生化学的作用は主に以下の5種類に分類される。
- 抑制
- 促進
- 細胞の破壊（細胞障害性）
- 刺激
- 化合物の置換

### 望ましい作用
薬物として望ましい作用は主に以下の点に起因する。
- 細胞膜破壊
- 化学反応
- 酵素タンパクとの相互作用
- 構造タンパクとの相互作用
- 輸送タンパクとの相互作用
- イオンチャンネルとの相互作用
- 受容体との結合
  - ホルモン受容体
  - 神経調節受容体
  - 神経伝達物質受容体

一般的な麻酔薬はかつては、神経細胞膜障害を起こしナトリウムイオン流入に取って代わることで作用すると考えられていた。制酸薬とキレート剤は体内で化学的に結合する。酵素に結合する化合物は、生体反応の鍵となる内生化合物の生成や代謝をブロックする。例えばアスピリンはプロスタグランジン合成酵素（シクロオキシゲナーゼ）を不可逆的に阻害して炎症反応を抑制する。痛風の治療薬として知られるコルヒチンは構造タンパクの一種チューブリンの機能を阻害する。また現在も心不全に用いられるジギタリスはNa+/K+-ATPアーゼの輸送分子の活動を阻害する。薬剤の大半は細胞の働きを決定付ける受容体に対する配位子として働く。配位子が結合すると受容体はa)通常の作用を引き出す（アゴニスト）、b)作用を阻害する（アンタゴニスト）またはc)通常の作用と反対の作用を示す（インバースアゴニスト）。薬理学者は、期待された程度の作用を示す薬剤の血中濃度を知ることを目標とするが、現実的には様々な要因が関連してくる。薬物動態学的要因が最大濃度を決定し、代謝による分解と排泄機構のために血中濃度は常に変化する。受容体の活性化状態や細胞、組織、器官の状態により作用の程度は影響を受ける。遺伝的要因により代謝や薬剤の作用そのものが変化しうる。また、患者のその時々の状態により投与量も変わりうる。

### 好ましくない作用
薬剤による好ましくない作用は以下に挙げられる。
- 細胞変異の可能性の増大（発がん性）
- 一度に、有害な可能性がある様々な作用が起こる
- 付加作用、増大作用、代謝に対する作用
- 生理学的障害の誘起、異常な慢性的効果

### 治療濃度域
治療濃度域は、効果を示し始める量（有効投与量）と、望ましい作用よりも副作用の方を多く示し始める投与量の間の領域である。治療濃度域が狭い医薬品においては、効果を示しつつ副作用を抑えるために、例えば血中濃度の測定を頻繁に行うなどして投与を慎重に制御しなければならない。

## 薬物-受容体相互作用
薬物の多くは、特定の生化学的プロセスの鍵となる物質と結合することで作用を示す。これらの物質は薬理学上、受容体（レセプター）と呼ばれ、受容体に結合する薬物は配位子（リガンド）とも呼ばれる。治療薬開発において薬物-受容体相互作用の研究は重要で、現在の新薬開発においては疾病に関わる鍵となる受容体と特異的かつ効果的に結合する化合物を見出すことが主な戦略となっている。

## 濃度-作用関係
薬物と受容体との結合は質量作用の法則に支配されている。質量作用の法則は化学反応の法則であり、特定の化学反応の平衡状態は反応に関与する各成分の活量により導かれる。生理学では活量はほぼモル濃度で近似されるため、結合と解離の割合を示す平衡定数（Kd)は次のように定義される。
{\displaystyle L+R\ \leftrightarrows \ L\!\cdot \!R}                      {\displaystyle K_{d}={\frac {[L][R]}{[L\!\cdot \!R]}}}
ここで、Lは配位子、R=受容体、かぎ括弧[]は濃度を示す。結合受容体の割合（Fraction Bound）は(1+[R]/[L·R])-1で表され、Kdを用いると以下のように示される。 
{\displaystyle Fraction\ Bound={\frac {1}{1+{\frac {K_{d}}{[L]}}}}}
この記述は結合受容体の割合が関係している薬剤の効果を考察する上で一助となる。結合受容体の割合は占有率として知られる。占有率と薬理学的な作用は通常非線形である。一般に50%の占有率をもたらす薬剤の濃度は、最大作用の50％を示す濃度よりも高い。この現象は予備受容体現象と呼ばれ、濃度-作用曲線（用量反応曲線）の非線形性を良く示している。
作用はしばしば濃度の桁を考慮に入れるためlog[L]の関数として表現されるが、濃度の対数と作用の間の関係には生物学的もしくは物理学的根拠はなく、単にグラフ化する上で便宜的に用いられているに過ぎない。上に挙げた式から分かるように、正確には50％の受容体が結合するのは[L]=Kdの時である。実際の薬物の生体中での効果は一般的に濃度と時間の関数であるが、ここで挙げた濃度-作用曲線は時間の項を含んでいない。濃度-作用曲線は時間に依存しない濃度と作用の関係のみを表していることに注意すべきである。